# Aesopus hilium
Aesopus hilium is een slakkensoort uit de familie van de Columbellidae. De wetenschappelijke naam van de soort is voor het eerst geldig gepubliceerd in 1908 door Hedley.